# Samtgemeinde Sickte
La Samtgemeinde Sickte est une Samtgemeinde, c'est-à-dire une forme d'intercommunalité de Basse-Saxe, de l'arrondissement de Wolfenbüttel, dans le Nord de l'Allemagne. Elle est formée en 1974 et regroupe les cinq municipalités suivants:
1. Dettum
2. Erkerode
3. Evessen
4. Sickte
5. Veltheim (Ohe).

## Source, notes et références
- (de) Cet article est partiellement ou en totalité issu de l’article de Wikipédia en allemand intitulé « Samtgemeinde Sickte » (voir la liste des auteurs).